# Підводне розроблення родовищ корисних копалин

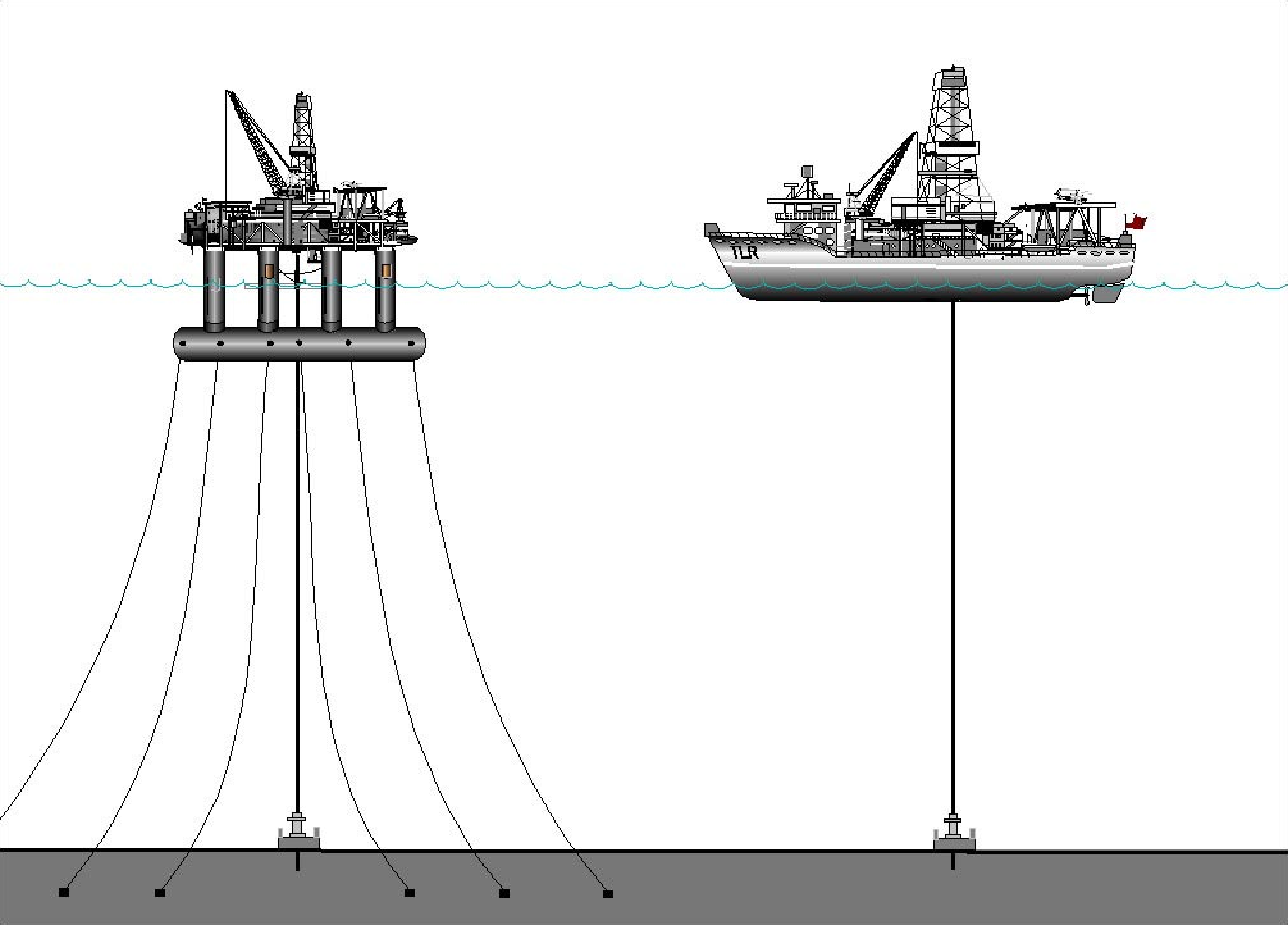
Морське буріння.

Підводна розробка родовищ корисних копалин (морська гірнича технологія) — сукупність способів видобування твердих корисних копалин під водами Світового океану. Відомі факти видобутку корисних копалин з дна водойм у ХІ ст. до н. е.

## Загальний опис
Надра Світового океану розробляються підземними гірничими виробками та буровими свердловинами. Розробка поверхневих родов. шельфу і ложа океану проводиться відкритим способом через водну товщу. У залежності від гірничогеологічних, гідрометеорологічних умов розробки родовищ застосовуються різні технічні засоби і методи видобутку.
Розсипи розробляються переважно багаточерпаковими, гідравлічними і ґрейферними драгами, ерліфтними установками.
Для розробки родов. залізо-марганцевих конкрецій проектується видобуток гідравлічними і насосними агрегатами, зокрема ерліфтами, ківшевими драгами. У ході розвитку робіт нарівні з терміном «морська гірнича технологія» з'являються терміни «підводний видобуток корисних копалин з дна океанів і морів» і «морське гірництво».
Буровими свердловинами розробляються на шельфі родов. нафти і газу.

Ерліфтно-земснарядний комплекс фірми Гаймек (Україна)

Видобуток ін. видів корисних копалин проводиться із застосуванням гідророзпушення (фосфорити, уранові руди, бурштин), вилуговування (уранові руди), розчинення (сіль), виплавки (сірка) і ін. Висока дисперсність морських розсипів обумовлює можливість застосування спеціальних технологій селективного видобування корисних копалин, при якому з розсипу вилучають тільки корисний компонент (приклад — технологія фірми «Явата Сейтетцу» видобування залізовмісних пісків — рис.1). Перспективними є ерліфтні установки для видобутку к.к. з дна морів та океанів (рис. 2).
Підземними виробками (рис. 3) добувають вугілля в Японії, США, Великій Британії та інших країнах. Найбільше підприємство по видобутку сірки за допомогою свердловин на шельфі — на родов. Гранд-Айл в Мексиканській затоці (США, шт. Луїзіана). Технологія видобутку не відрізняється від технології на суші. Особливість полягає у попередженні прориву морських вод у гірничі виробки. До морської гірничої технології відносять також способи вилучення твердих корисних копалин з морської води.